# Katrine Pedersen
Katrine Pedersen (Horsens, 13 aprile 1977) è un'ex calciatrice e allenatrice di calcio danese, di ruolo centrocampista, tecnico dell'Ottawa Rapid.
Dal 1994 al 2013 ha vestito la maglia della nazionale danese, della quale fu anche capitano. Con 210 partite disputate, detiene il primato di essere la calciatrice con il maggior numero di presenze nella nazionale femminile danese, nonché tra le prime venti in assoluto ad aver vestito più di cento volte la maglia della propria Nazionale di calcio femminile.

## Palmarès

### Club
- Toppserien: 2

Stabæk: 2010, 2013
- Coppa di Norvegia: 3

Stabæk: 2011, 2012, 2013

### Individuali
- UEFA Squad of the Tournament: 1

Europeo di Svezia 2013
- Calciatrice danese dell'anno: 2

2011, 2013